# The Light (Zvezdna vrata SG-1)
The Light je naslov epizode znanstveno-fantastične serije Zvezdna vrata, v kateri eden od članov zvezdnih vrat naredi samomor, trije drugi, vključno z Danielom, pa so na robu preživetja. Njihovo skrivnostno stanje je po vsem sodeč povezano z nenavadnim templjem na neznanem planetu. Carterjeva, O'Neill in Teal'c v templju odkrijejo sobo z izjemno mamljivo svetlobo. Očitno je bil to prostor, kjer so se Goa'uldi vdajali užitkom. Odkrijejo tudi, da tempelj vpliva na njihove možgane.